# Boorowa
Boorowa – miasto w Australii, w stanie Nowa Południowa Walia.